# Wasseraufnahmekoeffizient
Der Wasseraufnahmekoeffizient (kurz w-Wert) gibt an, wie viel Wasser ein Stoff innerhalb einer bestimmten Zeit aufnimmt.
Ein Stoff mit der Grundfläche A wird in Wasser eingetaucht. Der Stoff wird in bestimmten Zeitabständen gewogen und man erhält damit jeweils die Masse des aufgesaugten Wassers m in Abhängigkeit von der Zeit t. Daraus ergibt sich der Wasseraufnahmekoeffizient
{\displaystyle w={\frac {m}{A\cdot {\sqrt {t}}}}}
Trägt man die Masse m in ein Koordinatensystem ein, wobei man die Wurzelzeit in der x-Achse angibt, ergibt sich eine Gerade, aus deren Steigung der Wasseraufnahmekoeffizient w ermittelt werden kann.

## Verwendung in der Baustofftechnik
Der Wasseraufnahmekoeffizient wird in der Baustofftechnik häufig genutzt, da Wasserschäden mit die aufwändigsten Sanierungen nach sich ziehen, verursacht beispielsweise durch Durchfeuchtungen, Frostschäden oder Schimmel- und Algenbefall.
Gängig ist folgende Einteilung des Wasseraufnahmekoeffizienten:
- saugend: w > 2 kg/(m2·h0,5)
- wasserhemmend: w ≤ 2 kg/(m2·h0,5)
- wasserabweisend: w ≤ 0,5 kg/(m2·h0,5)
- wasserundurchlässig: w ≤ 0,001 kg/(m2·h0,5)

### Beispiele einiger Baustoffe
- Vollziegel: w =  20 bis 30 kg/(m2·h0,5)
- Leichtziegel: w =  5 bis 8 kg/(m2·h0,5)
- Blähton: w =  0,2  bis 0,24 kg/(m2·h0,5)
- Zementputz: w = 2 bis 3 kg/(m2·h0,5)
- Kunststoffdispersion: w = 0,05 bis 0,2 kg/(m2·h0,5)
- Holz Fichte (axial): w = 2,0–3,0 kg/(m2·h0,5)

## Verwendung beim Backen
Der Wasseraufnahmekoeffizient wird bei Broten, Brötchen und Pizza genutzt, um anzugeben, wie viel Wasser Mehl aufnehmen kann. Je mehr Wasser im Teig ist, desto luftiger und löchriger wird die Krume. Zugleich ist ein Teig mit viel Wasser klebrig und weniger formstabil und daher schwierig zu verarbeiten. Daher verwendet man für Erzeugnisse, die eine lockere Krume haben sollen, bevorzugt ein Mehl mit hohem W-Wert. Beispiele sind Pizza, Pan de Cristal, Focaccia und Baguette.